# ستيفاني بانسل
ستيفاني بانسل هو رجل أعمال فرنسي، ولد في 20 يوليو 1972 في مارسيليا في فرنسا. الرئيس التنفيذي لشركة موديرنا منذ 2011 ومالك 9% من أسهم الشركة.

## وصلات خارجية
- ستيفاني بانسل على موقع مونزينجر (الألمانية)